# Anodoncja
Anodoncja (agenezja zębów, łac. anodontia, anodontia congenita, ang. tooth agenesis) – wada wrodzona polegająca na całkowitym braku zębów i ich zawiązków. Ma charakter malformacji i jest najrzadszą wadą powodującą zmniejszenie liczby zębów. Spowodowana jest uogólnionymi zmianami w tkankach pochodzenia ektodermalnego.